# Безнощенко Михайло Захарович
Михайло Захарович Безнощенко (7 червня 1910 — 23 березня 1979) — радянський офіцер, генерал-майор.

## Біографія
Народився 7 червня 1910 року. Українець. 
В Червоній армії з 1932 року. Призваний П'ятигорським райвійсккоматом. Член ВКП(б) з 1939 року.
Учасник німецько-радянської війни з 1941 року. Того ж року був контужений. Майор, заступник командира 39-ї танкової бригади по стройовій частині в складі якої у січні 1943 року брав участь у захопленні міста Кам'янськ-Шахтинський. З 13 лютого 1943 року по 22 січня 1945 року підполковник М. З. Безнощенко командир 135-ї танкової Червонопрапорної ордена Кутузова 2-го ступеня бригади.
5 вересня 1943 року бригада Михайла Безнощенка відвойовувала місто Артемівськ, 6 вересня — Костянтинівку, за що їй присвоєно найменування «Костянтинівська».
З 21 лютого 1944 року — полковник. В 1944 році бригада брала участь у бойових діях у Румунії, зокрема 23 серпня 1944 року в Яссько-Кишинівській операції захоплювала місто Роман.
З 1954 року генерал-майор, потім у відставці. 

Могила Михайла Безнощенка

Помер 23 березня 1979 року від ран, отриманих на війні. Похований у Києві на Лук'янівському військовому цвинтарі.

## Відзнаки
Нагороджений орденами Леніна, Червоного Прапора, Кутузова 2 ступеня, Богдана Хмельницького 2 ступеня, медаллю «За бойові заслуги». Почесний громадянин Костянтинівки.